# Davilla microcalyx
Davilla microcalyx är en tvåhjärtbladig växtart som beskrevs av Theodor Carl Karl Julius Herzog. Davilla microcalyx ingår i släktet Davilla, och familjen Dilleniaceae. Inga underarter finns listade i Catalogue of Life.